# Palthis oconoguensis
Palthis oconoguensis là một loài bướm đêm trong họ Noctuidae.